# إطلاق النار في تلعفر يناير 2005
في يناير/كانون الثاني 2005، قُتل والدان بالرصاص في تلعفر بالعراق أثناء عودتهما من المستشفى. ظنّ الناس خطأً أنهما انتحاريان.

## مقتل والدين محليين رمياً بالرصاص
في يوم الثلاثاء الموافق 18 يناير 2005، كان حسين وكاملة حسن وخمسة من أطفالهما مسافرين إلى منزلهم في سيارة أوبل فيكترا سيدان الحمراء في وسط تلعفر. كانت العائلة التركمانية الشيعية في المستشفى لأن كاملة كانت مريضة. تتذكر ابنتهما سمر حسن أنهم غادروا منزلهم عند غروب الشمس عندما كان الجو ممطرًا وهذا يشير إلى أن العائلة انطلقت إلى المستشفى بعد عودة حسين حسن إلى المنزل من العمل في مكتب الكهرباء، حيث كان كاتبًا. يمكن الافتراض بشكل معقول أنه كان يقوم بالرحلة القصيرة إلى العمل كل يوم في هذه السيارة، وبعد ما يقرب من عامين، لا بد أنه كان لديه بعض المواجهات مع القوة العسكرية المحتلة (معظمهم أمريكيون ولكن كان هناك أستراليون أيضًا في البداية) وكان على دراية بروتينهم العدواني.
لا بد أن زيارة المستشفى كانت قصيرة إلى حد معقول حيث غربت الشمس ولكن شارع منصور كان لا يزال مبللاً في ضوء الغسق عندما دخلوه في رحلة العودة. كانت الساعة حوالي 5:50 مساءً، ومع حلول الشفق وحظر التجول في الساعة 6 مساءً، دخلت السيارة حي السراي حيث كانت فرقتان قتاليتان على الأقل تقومان "بدورية تواجد" (ربما كجزء من عملية العذراء). من المرجح أن هذه الدورية "الرافعة" كانت تحافظ على طريق آمن لمركز القتال الرئيسي للتحالف (COP) (الموجود في قلعة تلعفر التي تعود إلى العصر العثماني) وقاعدة سايكس العسكرية للتحالف (10 أميال جنوب قاعدة تلعفر الجوية) بمهمة غير مدونة لمنع "منع التضاريس". (أي محاولة منع المتمردين من زرع القنابل).
الفصيلة الثالثة ووحدة الدعم، والتي تألفت من مركبة إخلاء طبي من الكتيبة A/1-5 (سرية ألفا، الكتيبة الأولى، الفوج الخامس للمشاة (1/5IN)، فريق قتال لواء سترايكر الأول، الفرقة 25 للمشاة (1/25ID) (من فورت لويس، واشنطن)، ومترجم فوري (لم يكن يتحدث اللغة التركمانية، وهي لغة 80% من السكان)، والمصور الصحفي كريس هوندروس من وكالة صور غيتي. كانوا يسيرون بشكل تكتيكي على طول الطريق، في البداية على فترات تبلغ حوالي 20 مترًا، ولا شك أنه كان من الصعب رؤيتهم بزيهم العسكري المموه في ظل واجهات المتاجر المغلقة والخافتة والضوء الخافت.
قاد حسين حسن سيارته دون قصد نحو الجنود، وفقًا لابنه راكان، في المقعد الخلفي، لكن حسن لم يكن يقترب من نقطة تفتيش كما ورد بشكل خاطئ في العديد من وسائل الإعلام، بما في ذلك بي بي سي وصحيفة الغارديان وصحيفة نيويورك تايمز وفقًا لبيان كاذب من القيادة المركزية للتحالف والذي تردد صداه في بيانات وكالة أسوشيتد برس ووكالة فرانس برس الإعلامية الصادرة في صباح اليوم التالي. كانوا يقتربون من دورية راجلة من الفصيلة الثالثة. قال كريس هوندروس لاحقًا إنه سمع محرك السيارة يئن كما لو كان يزيد من سرعته وهذا صحيح على الأرجح حيث من المتوقع أن تزيد المركبات التي تنعطف من تقاطع وتسير على منحدرات طفيفة (كما هو الحال في شارع منصور، في هذه المرحلة) من سرعتها، حتى الحد الأقصى للسرعة. ومن المرجح أن السائق، حسين حسن، كان على دراية أيضًا بحظر التجول الوشيك في الساعة 6 مساءً - وقد فسر بعض السكان المحليين ذلك (في ثقافة لا تقدر مراقبة الساعة) وأحيانًا ما فرضه جيش التحالف - على أنه حلول الليل.

## المنع
بينما كان حسين حسن ينعطف يمينًا في شارع منصور باتجاه الفرقة المتفرقة من مسافة حوالي 100 ياردة، نادى أحدهم: "سيارة". سُمح بإطلاق طلقة تحذيرية، ثم أُطلقت، ولم يُلاحظ أي تغيير مرئي أو مسموع في حركة السيارة أو نبرتها. أُطلقت طلقة تحذيرية ثانية. (الهدف من طلقة التحذير هو لفت انتباه الجهة المعنية. تُطلق بالقرب من الشيء المعني، سواء كان إنسانًا أو آلة). بعد عدم ملاحظة أي تغيير وتسارع السيارة بشكل ملحوظ، قال ضابط: "أوقفوا هذه السيارة!". انطلقت على الفور رشقة قصيرة من النيران، والتي، وفقًا لتقرير عسكري أمريكي داخلي، كانت موجهة نحو الإطار الأمامي أو حجرة المحرك. افتُرض أن السائق والراكب يُشكلان تهديدًا كبيرًا، لذا استُهدفا أيضًا. يُرجّح أن إحدى هذه الطلقات قتلت كاملة حسن. لم يُحدد الجنود، وفقًا لقواعد الاشتباك، هدفًا عسكريًا مشروعًا، وهذه القواعد نفسها تنص على "عدم إطلاق طلقات تحذيرية". وكتب أحد الجنود "عندما فشلت السيارة في التوقف، أطلق عدة جنود النار عليها مباشرة بنيران نصف آلية (أصابت الزجاج الأمامي، الأيسر والأيمن والوسط)، مما أدى إلى مقتل السائق والراكب الأمامي وإصابة طفل واحد على الأقل في مقعد الراكب الخلفي."

## شاهد عيان "مُدمج"
في الواقع، وفقاً لمجلة نيوزويك، أطلق ستة جنود النار بسرعة على سيارة حسن باستخدام مدافعهم الرشاشة الخفيفة من طراز كولت إم 249 (وربما أيضاً بنادق بينيللي العسكرية عيار 12) وقال المصور الصحفي الشاهد كريس هوندروس:
كان هناك "ضجيجٌ من النيران، وطلقاتٌ ناريةٌ تُطلقُ في ضجيجٍ فوضويٍّ متداخل. دخلت السيارةُ التقاطعَ بزخمها، وكانت الطلقاتُ لا تزالُ تخترقُها وتُشرِّحُها. أخيرًا توقفَ إطلاقُ النار، وانحرفت السيارةُ بلا مبالاة، ومن الواضحِ أنها لم تعد تُوجَّه، واستقرَّت على الرصيف."
توقفت المركبة (على غير العادة) بزاوية قائمة تقريبًا على الرصيف. وفي غضون ٢٤ ساعة، خلص تحقيق عسكري (أجراه رؤساء الجنود أنفسهم) إلى أن تصرفات الجنود كانت "معقولة من حيث الشدة والمدة والحجم".

## الضحايا
قُتل كلا الوالدين، حسين وكاملة حسن، على الفور بعدة طلقات نارية في الرأس والجزء العلوي من الجسم. يشير وجود جرح خروج واضح على وجه حسين إلى أن بعض الطلقات القاتلة على الأقل جاءت من الخلف أثناء تراجع السيارة عن مطلق النار (أو مطلقي النار). أصيب أحد الأطفال الخمسة، راكان، 11 عامًا، بالشلل النصفي (وسلس البول) بسبب جرح خطير في أسفل ظهره قطع عظم العجز وألحق الضرر بأمعائه ومثانته. عولج على جانب الطريق لمدة 15 دقيقة تقريبًا لمنع فقدان الدم ونُقل إلى مستشفى تلعفر وتلقى العلاج هناك (وبعد أسبوع، نُقل إلى مستشفى الموصل). عولجت جيلان من إصابات بشظايا في وجهها؛ وعولجت سمر، 5 سنوات، من جرح رصاصة في يدها اليمنى وجروح في وجهها؛ ويبدو أن رنا لم تصب بأذى جسدي ولكنها أصيبت بصدمة نفسية لدرجة أنها أصيبت بسلس البول. ليس من الواضح ما إذا كان الرضيع محمد موجودًا بالفعل في السيارة وقت إطلاق النار. نُقلوا جميعًا إلى مستشفى تلعفر قبل الساعة السابعة مساءً، حيث وُضعت جثث والديهم في مشرحة المستشفى. بقي راكان في المستشفى، بينما أُعيد الأطفال الأربعة الآخرون إلى منازلهم بواسطة سائق سيارة إسعاف، إذ كان الجنود قد عادوا إلى قاعدتهم (على ما يبدو، بعد اجتماع قصير في الطريق)، في الوقت المناسب لتقديم التقرير الأول قبل الساعة التاسعة مساءً، والثاني قبل الساعة التاسعة والربع مساءً.
في عام 2006، نُقل راكان حسن جواً إلى بوسطن لتلقي العلاج من شلله وتلف أعصاب قدمه اليمنى، ولا تزال الشظايا الست عالقة بالقرب من عموده الفقري. ويعود الفضل في ذلك، في المقام الأول، إلى جهود عاملة الإغاثة الأمريكية مارلا روزيكا، والسيناتور تيد كينيدي، والمحسن ريموند تاي. في يناير 2007، أُعيد راكان إلى العراق (الذي كان آنذاك، على نحو مثير للجدل، أخطر دولة في العالم)، ويُقال إنه قُتل هناك في 16 يونيو 2008 في انفجار قنبلة على منزل صهره في الموصل (تكهن عمه لاحقًا بأنه كان مستهدفًا من قبل المتمردين الذين اعتقدوا أنه، العم، جاسوس أمريكي لأنه رافق راكان إلى بوسطن).

## أموال "التعاطف"
وفي وقت لاحق، أشارت قوات التحالف، ممثلة بالولايات المتحدة، إلى أن أحد "الأشقاء" من الأطفال الأيتام، عبد يوسف، سيحصل على 7500 دولار كبادرة تعاطف، لكن صحيفة نيويورك تايمز ذكرت أن الأطفال جميعهم ذهبوا للعيش مع أختهم الكبرى في الموصل، وربما لم يستفيدوا من المال.
أنشأ مواطن أمريكي قلق، يُدعى مالكولم ميد، موقعًا إلكترونيًا لجمع التبرعات للأيتام، وجمع أكثر من 10,000 دولار أمريكي خلال 14 شهرًا، مع أنه يبدو أن هذه الأموال ربما أُنفقت لمساعدة راكان في تلقي العلاج الطبي في بوسطن، إذ ذكرت صحيفة نيويورك تايمز عام 2011 أن الأطفال الناجين لم يكن لديهم ما يكفي من المال لشراء الملابس. وعلى عكس ما قاله كريس هوندروس في أغسطس 2005، يبدو أن أموال جمع التبرعات لم "تُهيئ الأطفال للحياة". وبعد أقل من عقد من الزمان، قالت سمر حسن: "لم يُساعدنا أحد بعد وفاة أمي وأبي. لم يُرحمنا أحد ولم يُعطنا فلسًا واحدًا".

## كريس هوندروس
التقط كريس هوندروس صورًا قوية لإطلاق النار وما تلاه وأرسل بسرعة اثنتين من الصور على الأقل إلى المقر الرئيسي لوكالة صور غيتي في مدينة نيويورك عبر ميلانو. فاز هوندروس بالعديد من الجوائز عن صوره الثابتة لسمر حسن، البالغة من العمر خمس سنوات، بما في ذلك الجائزة الثانية لجائزة "وورلد برس فوتو" (سبوت نيوز) عام 2006، وميدالية روبرت كابا الذهبية عام 2005، عن "أفضل تقرير مصور منشور من الخارج يتطلب شجاعة وجرأة استثنائيتين..." عن تقريره عن "ليلة واحدة في تلعفر". ويبدو أن هذه الصورة نُشرت على نطاق واسع في أوروبا وكندا وأيرلندا، أي في دول غير مشاركة مباشرة في الحرب، ولا تزال سلسلة صوره محدثة على موقع بي بي سي نيوز. نُشر عرض شرائح للصور مع رواية هوندروس للحادث على موقع نيوزويك.كوم، إلا أن هذه القصة تحتوي على معلومات غير دقيقة وتصريحات مضللة وإغفالات واضحة. أشارت نيوزويك إلى أن الحادث كان رمزًا لـ"أهوال الحرب"، أي أنهم أزالوا الوكالة كعامل حاسم. في ٣١ يناير 2005، صرّح المقدم ستيف بويلان لمجلة نيوزويك بأنه "في عالم مثالي، لن يحدث هذا. ولكننا لسنا في عالم مثالي".
غادر كريس هوندروس منصبه بعد ستة أيام فقط، وبعد يومين فقط من المخاطرة بحياته، ربما، بعد ظهر يوم الأحد لتصوير هذه الشركة نفسها في ضوء الشجاعة أثناء تبادل إطلاق النار المستمر (لكنه لم يترك العشب ينمو تحت قدميه لأنه كان في بغداد في وقت لاحق من ذلك اليوم نفسه يوثق الزيارة الثالثة للسيناتور جون كيري إلى العراق). تثير الصور التي التقطها هوندروس أسئلة مهمة حول أخلاقيات التصوير الصحفي فيما يتعلق بالأطفال العُزّل والمصابين بصدمات نفسية (الأيتام) والموافقة الأخلاقية والقانونية، بالإضافة إلى نظام "الموضوعية" الصحفي حيث يعتبر الصحفيون أنفسهم متفرجين منفصلين يمنحون الأولوية للسلوك العلمي الحاسم على الرعاية النشطة والرحمة.
في حين كان هوندروس شاهدًا مستقلاً، فإن رواياته المكتوبة واقتباساته للصحفيين حول الحادث في أربع منشورات محترمة فور وقوعه وبعد سنوات من وقوعه تشهد على قيمة الاستراتيجية "المضمنة" للجيش التحالف في أن هوندروس يستخدم أحيانًا لغة للتقليل من شأن الحادث، مما يشير إلى أن وطنيته (أو على الأقل، التثاقف الأمريكي الأصلي) تجاوزت التزامه بالموضوعية الكاملة والحقيقة المطلقة (على سبيل المثال، في صحيفة الإندبندنت، 20 يناير 2005، يستنتج أنه كان مظلمًا في وقت إطلاق النار بينما لم يكن كذلك؛ ويذكر أن راكان كان "مجنحًا" عندما كان لابد أن يكون واضحًا له على الفور - على بعد أمتار فقط في الشارع وفي المستشفى - أن راكان أصيب بإصابة خطيرة للغاية عندما لم يتمكن من تحريك ساقيه على الإطلاق وكان ينزف بغزارة؛ وفي بوسطن لتوثيق جراحة راكان بعد عام، لا تزال التعليقات التوضيحية على صوره تشير إلى وجود نقطة تفتيش). ربما تكون هذه التصريحات مفهومة، إذ كان يعتمد على الجنود في سلامته وأمنه وغذائه ومأواه ونقله، وربما أقام صداقات سريعة مع بعضهم. قُتل هوندروس في مصراتة، ليبيا، عام 2011.

## الرؤية
من اللافت للنظر أنه بينما كان الغسق ينحسر ويحل المساء، وبدأت أضواء الشوارع والسيارات تُشعِر بتأثيرها، كانت الرؤية واضحة وقت إطلاق النار. توقف المطر، ولأن أسلحة الجنود كانت مزودة بمناظير تلسكوبية وأضواء بنادق، كان من المفترض أن يكون من السهل تحديد وجود راكب في المقعد الأمامي (وأربعة أو خمسة في الخلف؟). داخل السيارة، وأثناء سيرها على طول الشارع، كان راكان حسن، البالغ من العمر أحد عشر عامًا، أول من رأى جنديًا أو أكثر، ولكن كما نبه والده، سمع دوي إطلاق نار كثيف، ثم دوى صوت إطلاق نار كثيف، مما أدى إلى مقتل والديه وإصابة هو وإحدى شقيقاته، سمر.

## الإشارات
تشير بعض التقارير الإخبارية، نقلاً عن مسؤولين عسكريين، إلى أن الجنود استخدموا "إشارات بصرية" لجذب انتباه السائق، حسين حسن، مع أن كريس هوندروس صرّح لاحقاً بأن الجنود رفعوا أسلحتهم فوراً عندما سمعوا عبارة "أوقفوا تلك السيارة!". إذا وُجدت أي إشارات، فمن المحتمل أن تكون إيماءاتهم "غربية"، إذ إن الإشارة بذراع واحدة (مع حمل سلاح ثقيل باليد الأخرى) لم تُراعِ الاختلافات الثقافية المحلية، حيث قد لا يُفسَّر التلويح بذراع واحدة بالضرورة على أنه تحذير بالتوقف (قد يكون وضع الذراعين فوق الرأس والساقين مثبتتين بإحكام ومتباعدتين إشارة أنسب للتحذير). لم يستخدم الجنود أي أساليب تحذيرية أخرى غير قاتلة، مثل الأضواء الكاشفة، أو أشعة الليزر، أو القنابل المضيئة، أو اللافتات العربية أو التركمانية، أو الأعلام، أو أبواق السيارات، أو مخاريط المرور، أو مطبات السرعة المحمولة، أو شرائط المسامير القابلة للطي، أو حتى أجهزة محاكاة القنابل اليدوية.

## السلوك المتمرد
حتى 18 يناير/كانون الثاني 2005، تعرض جنود التحالف المتحاربون في تلعفر بانتظام لهجمات شوارع، غالبًا ما كانت تتكون من نيران أسلحة خفيفة وقذائف صاروخية (آر بي جي). كما أُبلغ عن إطلاق قذائف هاون أو طلقات نارية على "المخفر القتالي" في قلعة تلعفر. حتى 18 يناير/كانون الثاني 2005، تُدرج قاعدة بيانات إدارة SIGACT العسكرية الأمريكية 156 عملية عدوانية، منها 103 عمليات "نيران مباشرة".
شهدت تلعفر والمناطق المحيطة بها 70 هجومًا بعبوات ناسفة منذ بدء الغزو في مارس/آذار 2003، مع أن مقتل جندي أمريكي واحد فقط في صفوف قوات التحالف جراء هذه العبوات الناسفة كان في 16 فبراير/شباط 2004. كما قُتل 11 مدنيًا محليًا أو شرطيًا عراقيًا جراء هذه العبوات حتى الآن. وكان الهجوم الأشد فتكًا في 30 سبتمبر/أيلول 2004، حيث قُتل أربعة من السكان المحليين وجُرح 16 آخرون بانفجار قنبلة خارج مسجد في تلعفر.

## الهجمات الانتحارية
في بيان صحفي صدر في اليوم التالي، أشارت القيادة المركزية للتحالف إلى أن الجنود ربما كانوا يخشون هجومًا انتحاريًا بسيارة مفخخة، رغم عدم الإبلاغ عن أي هجوم في تلعفر حتى الآن. الموصل، التي تقع على بعد 80 كليومتر شرقاً، شهدت سبع هجمات انتحارية بسيارات مفخخة (ست مرات) خلال الاثني عشر شهرًا الماضية (مع أن أربع قنابل إضافية مخبأة في سيارات متوقفة خالية، منذ نوفمبر/تشرين الثاني 2004، أشارت إلى تغير أسلوب عمل المتمردين في تلك المدينة، على الأقل). مع اقتراب سيارة حسن، ربما كان وزن شخصين بالغين وستة أطفال (يعانون من سوء التغذية) مؤشرًا على أن السيارة كانت تقل أكثر من سائق واحد (مع ذلك، تشير تقارير إلى أن المتمردين كانوا يعززون دعامات التعليق الخلفية لإخفاء كمية كبيرة من المتفجرات، لذا لم يكن مظهر السيارة عاملًا حاسمًا في هذا الصدد).
كان من الأرجح أن السيارة لم تكن انتحارية، وحقيقة أن الجنود لم يحتموا في الأزقة القريبة أو قطعة أرض مفتوحة مجاورة تشير إلى أنهم كانوا يعرفون ذلك غريزيًا (نصف الهجمات الانتحارية حتى يناير 2005 وقعت في بغداد، وكان بعض المفجرين، على الأقل، مبرمجين بحيث يضطرون إلى الضغط على الزناد لمنع الانفجار، مما يعني أن إطلاق النار عليهم من مسافة قريبة لم يكن استراتيجية آمنة بشكل خاص). حتى يناير 2005، لم تشهد تلعفر أي تفجير انتحاري بسيارة مفخخة؛ كان في السيارة راكب في المقعد الأمامي؛ لم تكن السيارة بالقرب من نقطة تفتيش رسمية، وهو هدف شائع (مُتصور)؛ لم تكن المركبة مطابقةً للمواصفات الشائعة لمركبات الهجوم الانتحاري (في يناير/كانون الثاني 2005، كانت شاحنة صغيرة متعددة الاستخدامات)، وكانت مركبات سترايكر الثلاث المتمركزة في الأمام مدرعة، وتسد الطريق الأيمن، ويُفترض أنها كانت متوقفة هناك سرًا في دورية سرية (في الواقع، كان وزنها 19 طنًا، ولم تتمكن الألغام الأرضية الإيطالية الصنع من تدميرها). تشير هذه العوامل جميعها إلى أن الجنود المشاة ومركبات سترايكر أنفسهم لم يكونوا أهدافًا محتملة في ظهيرة باردة متأخرة من الشتاء مع اقتراب حظر التجول.

## الاستراتيجية العسكرية للتحالف
كانت الدول المحاربة النشطة في حرب العراق في بداياتها هي أستراليا والدنمارك وبولندا والمملكة المتحدة والولايات المتحدة الأمريكية. ويُعدّ هذا الحادث رمزًا لنهج التحالف، وخاصةً النهج الأمريكي، تجاه التمرد في المنطقة آنذاك، بل وفي العراق على نطاق أوسع، على الرغم من أن تلعفر كانت تُعتبر في البداية "مؤيدة لأمريكا" نظرًا لغالبية سكانها التركمان الكبيرة، وتاريخها العثماني العريق، وكونها تبعد حوالي 70 كيلومترًا فقط عن حدود تركيا، إحدى حلفاء الولايات المتحدة.
ومع ذلك، وكما أشار ديفيد ر. ماكون، وويلبر ج. سكوت، وجورج ر. ماستروياني (2008) في مراجعة قوات التحالف في تلعفر عام 2005: "لم تكن وحدة فوج الفرسان الثالث (وهي ليست الوحدة المشاركة في الحادث المذكور، بل ذات ثقافة واستخدام للتكتيكات والموارد نفسها) مُهيأة أو مُدربة على القتال وجهاً لوجه، ناهيك عن مواجهة تمرد غير واضح المعالم. وباستخدام مركبات برادلي القتالية، ودبابات أبرامز، ومروحيات أباتشي الهجومية، وعمليات ترجل مُدججة بالسلاح، اعتمدت الوحدة على روتين دوريات وتفتيش عدواني قائم على المدرعات. ورغم حسن نواياها (!)، إلا أن هذه الأساليب القاسية كانت أنسب لساحة معركة تقليدية من ساحة معركة يسكنها مدن وقرى، وبالطبع مدنيون". وقال الرقيب داريل جريفين في نوفمبر/تشرين الثاني 2004، "لقد أعلنا عن سيطرتنا في جميع أنحاء المدينة في انتظار شخص ما ليبدأ معركة معنا"، وفي وقت لاحق، كان من الرأي القائل بأن "كل رجل [جندي] كان عليه أن يظهر كرات بحجم عشرة رجال" كجزء من "استعراض متواصل للقوة".
يبدو أن هذه الحادثة (ومئات الحوادث المشابهة لها) دفعت إلى تقييم الاستراتيجية المتبعة، حيث أصدر الجيش الأمريكي "دليل تصعيد القوة" في يوليو/تموز 2007. وبحلول عام 2009، شهدت حوادث "تصعيد القوة" (مثل حادثة تلعفر) مقتل وإصابة 2899 مدنيًا و120 متمردًا على يد قوات التحالف، بينما قُتل 13 جنديًا من جنود التحالف في نفس الفترة. ومن بين الحوادث الأكثر إثارة للصدمة مقتل 6 أفراد من عائلة واحدة في 29 سبتمبر/أيلول 2004 قرب الصقلاوية، ومقتل 7 أفراد من عائلة واحدة (وإصابة شخصين آخرين) في "نقطة الإعصار" في 14 يونيو/حزيران 2005. ويُطلق الجيش الأمريكي على هذه الحوادث، في نظام SIGACT الإداري، اسم "الإجراءات الودية".

## سلسلة القيادة
بالنسبة لهذه الحادثة، يبدو أن سلسلة القيادة كانت-
جورج دبليو بوش، القائد الأعلى
دونالد رامسفيلد، وزير الدفاع
القائد العام جورج دبليو كيسي الابن
الفريق أول ديفيد بترايوس، القيادة الأمنية متعددة الجنسيات الانتقالية - العراق [شمال]
العميد كارتر هام
العقيد روبرت مارك براون (اللواء الأول)
المقدم مارك ديفيس
القائد الرائد برنت كليمر
الكابتن توماس سيبولد (شركة ألفا).